# Belgian Fashion Awards
Belgian Fashion Awards is een jaarlijkse prijsuitreiking in de modewereld die sinds 2017 doorgaat. Deze prijsuitreiking wordt georganiseert door Flanders DC, MAD Brussels, Wallonie, Bruxelles, Desigen Mode (WBDM) en Knack Weekend.

## Geschiedenis
De prijsuitreiking is ontstaan in 2017 om de Belgische mode in de spotlight te zetten met nadruk op de diversiteit en creativiteit ervan. 
In 2018 werd na de editie de tentoonstelling 35 jaar Mode, dit is Belgisch geopend.
In 2020 vond geen editie plaats door de coronacrisis.

## Edities
| Editie | Datum            | Juryprijs              | Designer vhJ       | Opkomend talent vhJ | Profesional vhJ    | Onderneming vhJ                     | Modemerk vhJ |
| ------ | ---------------- | ---------------------- | ------------------ | ------------------- | ------------------ | ----------------------------------- | ------------ |
| 1      | 2017             | Dries Van Noten        | Raf Simons         | Façon Jacmin        | Inge Grognard      | Anton Janssens & Raf Maes — Komono  |              |
| 2      | 11 oktober 2018  | Martin Margiela        | Glenn Martens      | 42/54               | Willy Vanderperre  | Carol & Sarah Piron — Filles à Papa |              |
| 3      | 21 november 2019 | Dirk Van Saene         | Christian Wijnants | Namacheko           | Pierre Debusschere | Sofie D’Hoore en Chantal Spaas      | Arte         |
| 4      | 25 november 2021 | Walter Van Beirendonck | Nicolas di Felice  | Meryll Rogge        | Benoît Béthume     | Resortecs                           |              |